# Valeri Korzoune
Valeri Grigorievitch Korzoune (en russe : Валерий Григорьевич Корзун) est un cosmonaute russe né le 5 mars 1953.

## Vols réalisés
- Le 17 août 1996, il s'envole à bord de Soyouz TM-24 pour un séjour de plus de 197 jours à bord de la station Mir, en tant que membre de l'expédition Mir EO-22. Il revient sur Terre le 2 mars 1997.
- Il fait partie de l'Expédition 5, rejoignant l'ISS le 5 juin 2002 à bord du vol STS-111. Après un séjour de 6 mois, il rejoint le sol à bord de STS-113, le 7 décembre 2002.